# Canton de Toulouse-Sud
Le canton de Toulouse-Sud est un ancien canton français situé dans l'arrondissement de Toulouse et le département de la Haute-Garonne.

## Histoire
Le canton de Toulouse-Sud est créé au XIXe siècle. Il est supprimé par décret du 16 août 1973 lors de la création des cantons de Toulouse-I à XV.

## Composition
Le canton de Toulouse-Sud possède une superficie de 81,78 km². 
Il est composé d'une fraction de la commune de Toulouse, située à l'intérieur d'un périmètre défini par l'axe des voies et limites suivantes : limites des communes de Balma, Quint-Fonsegrives, Saint-Orens-de-Gameville, Labège, Ramonville-Saint-Agne et Vieille-Toulouse, rive droite de la Garonne, place du Pont-Neuf, rue du Pont-Neuf, place d'Assézat, rue des Marchands, place de la Trinité, rue de la Trinité, place Rouaix, rue Croix-Baragnon, rue Saint-Étienne, place Saint-Étienne, rue Riguepels, allée Saint-Étienne, Boulingrin, allée des Soupirs, canal du Midi, chemin de la Baraquette, rue des Juifs, Côte-Pavée-Montaudran, chemin de Bataille, route de Castres et route de Balma jusqu'à la limite de la commune de Balma.
Il inclut également les communes de Balma, Beaupuy, Drémil-Lafage, Flourens, Mondouzil, Mons, Montrabé, Pin-Balma, Quint-Fonsegrives et Ramonville-Saint-Agne.

## Représentation

### Conseillers généraux
| Période | Période      | Identité                 | Étiquette                | Qualité |
| ------- | ------------ | ------------------------ | ------------------------ | --- |
| 1833    | 1845         | Pierre Amilhau           | Majorité gouvernementale | Avocat, procureur du roi à Toulouse Député de la Haute-Garonne (1831-1846)                                             |
| 1845    | 1852         | Jean Bernard Capelle     |                          | Notaire Conseiller municipal de Toulouse                                                                               |
| 1852    | 1870         | Jean Patras de Campaigno | Centre droit             | Capitaine de cavalerie Député de la Haute-Garonne (1863-1870) Maire de Toulouse (1858-1865)                            |
| 1870    | 1871         | Jacques Piou             | Droite                   | Avocat à Toulouse Député de la Haute-Garonne (1885-1902) Député de la Lozère (1906-1919)                               |
| 1871    | 1883         | Armand Leygue            | Républicain Rad.         | Propriétaire à Saint-Orens-de-Gameville                                                                                |
| 1883    | 1919         | Raymond Leygues          | Rad.                     | Capitaine au long cours Député de la Haute-Garonne (1890-1906) Sénateur de la Haute-Garonne (1906-1920)                |
| 1919    | 1940         | Albert Bedouce           | SFIO                     | Maire de Toulouse (1906) Député de la Haute-Garonne (1906-1919 et 1924-1940) Ministre des Travaux publics (1936-1937)  |
|         |              |                          |                          | |
| 1945    | 1951         | Paul Debauges            | SFIO                     | Professeur à Toulouse                                                                                                  |
| 1951    | 1959 (décès) | Germain Carrière         | Rad.                     | Conseiller municipal de Toulouse Maire de Toulouse par intérim (sept.-oct. 1958)                                       |
| 1959    | 1964         | Jacques Maziol           | UNR                      | Avocat Député de la Haute-Garonne (1958-1962) Ministre de la Construction (1962-1966) Conseiller municipal de Toulouse |
| 1964    | 1973         | Georges Delpech          | SFIO, puis PS            | Cadre à l'Office national industriel de l'azote Député de la Haute-Garonne (1967-1968) Adjoint au maire de Toulouse    |

### Conseillers d'arrondissement
| Période                                  | Période          | Identité                                    | Étiquette           | Qualité |
| ---------------------------------------- | ---------------- | ------------------------------------------- | ------------------- | --- |
| 1833                                     | 1839             | Pierre Jacques Gabriel Solomiac (1792-1864) |                     | Conseiller à la cour royale de Toulouse                                                                      |
| 1839                                     | 1845             | M. de Cantelauze                            |                     | Propriétaire à Toulouse                                                                                      |
| 1845                                     | 1848             | Félix Montels                               | Parti de l'ordre    | Propriétaire à Toulouse                                                                                      |
| 1848                                     |                  | M. Bégué                                    | Parti de l'ordre    | |
|                                          |                  |                                             |                     | |
| 1874                                     | 1880             | Adolphe Garipuy                             |                     | Négociant à Toulouse                                                                                         |
| 1880                                     | 1886             | Camille Ournac                              | Républicain         | Minotier Maire de Toulouse (1888-1892) Conseiller général pour le canton de Toulouse-Centre (1886-1910)      |
| 1886                                     | 1892             | Louis Penent                                | Républicain radical | |
| 1892                                     | 1896 (démission) | M. Laffitte                                 |                     | Propriétaire à Toulouse                                                                                      |
| 1896                                     | 1898             | Léon Noël                                   | Républicain radical | |
| 1898                                     | 1904             | M. Destrem                                  | Radical             | |
| 1904                                     | 1910             | Félicien Court                              | Radical             | Industriel et publiciste à Toulouse Président de la fédération radicale                                      |
| 1910                                     | 1919             | Jules Julien (1864-1935)                    | SFIO                | Employé de bureau à la Compagnie du chemin de fer de Paris à Orléans et du Midi Adjoint au maire de Toulouse |
| 1919                                     | 1922             | Hippolyte Lermiterie                        | Radical             | Industriel Conseiller municipal de Toulouse                                                                  |
| 1922                                     | 1935 (décès)     | Jules Julien                                | SFIO                | Employé de bureau à la Compagnie du chemin de fer de Paris à Orléans et du Midi Adjoint au maire de Toulouse |
| 1936                                     | 1940             | Omer Bedel                                  | SFIO                | Chef du service de l'imprimerie à la Poudrerie de Toulouse Syndicaliste CGT                                  |
| 1940                                     |                  |                                             |                     | Les conseils d'arrondissement sont suspendus par la loi du 12 octobre 1940 et n'ont jamais été réactivés     |
| Les données manquantes sont à compléter. |                  |                                             |                     | |